# Christian August von der Marwitz
Christian August von der Marwitz (* 20. August 1736; † 30. Oktober 1800) war ein preußischer Generalmajor und Chef des Infanterieregiments Nr. 38.

## Leben
Seine Eltern waren der ehemalige preußische Hauptmann Hans Georg(e) von der Marwitz (* 1685; † nach 1735) und dessen Ehefrau Ernestine Charlotte von Barfuss.
Er kam am 11. Mai 1749 als Leibpage zum preußischen König Friedrich II. Während des Siebenjährigen Krieges kämpfte er in den Schlachten bei Lobositz, Kolin und Liegnitz. In dieser Zeit wurde er am 3. März 1757 Fähnrich im I. Bataillon der Garde und am 5. April 1758 Seconde-Lieutenant.
Am 25. November 1763 wurde er noch Premier-Lieutenant. Am 24. September 1769 wurde er als Hauptmann und Kompaniechef in das Infanterie-Regiment Nr. 43 versetzt. Mit diesem nahm er 1778/79 am  Bayerischen Erbfolgekrieg. Am 4. Juni 1782 stieg er zum Major auf und wurde am 6. Januar 1790 Kommandeur des Regiments. Am 6. Juni 1792 wurde er nun Oberst und erhielt am 1. Mai 1796 das Infanterie-Regiment Nr. 38 als Chef. Am 2. Juni 1798 wurde er dann zum Generalmajor ernannt. Er starb in dieser Stellung am 30. Oktober 1800.
Im Jahr 1787 erhielt er während der Revue bei Liegnitz den Orden Pour le Mérite.

## Familie
Er war nach einander mit drei Frauen verheiratet, die alle Schwestern waren.
Er heiratete im Jahr 1772 Bernhardine von Kessel (* 23. September 1734; † 1773), danach Wilhelmine Amalie Gottliebe von Kessel (* 26. Mai 1741; † 17. Januar 1786) und als letztes am 22. September 1788 Luise Erdmute von Kessel (* 1739; † 10. April 1800). Seine Tochter Auguste Angelika (* 1772) heiratete am 16. Februar 1802 Christoph Sigismund von Kessel, Rittmeister im Husaren-Regiment Nr. 1 (Gettkandt).